# 比杰尼
比杰尼（Bijni），是印度阿萨姆邦Bongaigaon县的一个城镇。总人口12607（2001年）。

## 人口
该地2001年总人口12607人，其中男性6589人，女性6018人；0—6岁人口1335人，其中男679人，女656人；识字率78.58%，其中男性为83.94%，女性为72.70%。